# LG Hockey Games 2009
LG Hockey Games 2009 spelades under perioden 5 − 8 februari 2009 i Globen, Stockholm och på O2 Arena i Prag, Tjeckien. LG Hockey Games var den tredje av totalt fyra turneringar som ingår i Euro Hockey Tour som brukar erkännas som ett inofficiellt Europamästerskap i ishockey. Sverige vann turneringen före Finland, Ryssland och Tjeckien.

## Tabell
| Lag      | S | V | ÖV | ÖF | F | GM | IM | MS  | P |
| -------- | - | - | -- | -- | - | -- | -- | --- | - |
| Sverige  | 3 | 3 | 0  | 0  | 0 | 11 | 2  | +9  | 9 |
| Finland  | 3 | 1 | 1  | 0  | 1 | 14 | 4  | +10 | 5 |
| Ryssland | 3 | 1 | 0  | 1  | 1 | 5  | 9  | −4  | 4 |
| Tjeckien | 3 | 0 | 0  | 0  | 3 | 3  | 18 | −15 | 0 |

## Resultat
Alla matchtider är lokala tider. 
| 5 februari 2009 18:00 | Tjeckien | 3 – 5 ( 1 − 1, 2 − 1, 0 − 3 ) | Finland | O2 Arena, Prag |

|  |                                                      |  |                                                                                                  | Åskådare: 16 324                             |                                              |
|  | P.Cajanek (05:54) R.Vrbata (20:18) P.Cajanek (33:30) |  | (08:24) J.Voutilainen (31:06) J.Niinimaa (46:01) J-P.Haataja (51:11) N.Kapanen (54:52) M.Pyörälä | Domare: Konstantin Olenin och Alexej Ravodin | Domare: Konstantin Olenin och Alexej Ravodin |

| 5 februari 2009 19:30 | Ryssland | 3 – 4 ( 1 − 3 , 1 − 0 , 1 − 1 ) | Sverige | Globen |

|  |                                                       |  |                                                                             | Åskådare: 10 314                           |                                            |
|  | A.Suglobov (17:01) M.Rybin (33:38) O.Saprykin (47:32) |  | (01:45) M.Tjärnqvist (06:08) D.Widing (18:16) K.Jönsson (46:08) M.Weinhandl | Domare: Tuula Laaksonen och Aleksi Rantala | Domare: Tuula Laaksonen och Aleksi Rantala |

| 7 februari 2009 12:00 | Finland | 4 – 5 (str) ( 0−0, 4−1, 0−3, 0−0, 0−1 ) | Ryssland | Globen |

|  |                                                                          |  | | Åskådare: 6 435                             |                                             |
|  | N.Kapanen (22.42) L.Komarov (23.49) N.Kapanen (24.48) T.Koivisto (30.39) |  | (37:01) M.Rybin (46:22) I.Nepryaev (46:46) P.Schastlivy (58:54) D.Afanasenkov (65:00) A.Mikhnov (avgörande straff) | Domare: Thomas Andersson och Patrik Sjöberg | Domare: Thomas Andersson och Patrik Sjöberg |

| 7 februari 2009 15:30 | Sverige | 6 – 4 ( 2−1,2−2,2−1 ) | Tjeckien | Globen |

|  | |  |                                                                     | Åskådare: 10 422                           |                                            |
|  | R.Wallin (7.34) L.Omark (16.34) C:Berglund (30.48) R.Wallin (35.29) K.Jönsson (44.48) J.Harju (59.40) |  | (14:11) T.Rolinek (31:53) T.Rolinek (38:47) J.Marek (52:29) T.Kurka | Domare: Tuula Laaksonen och Aleksi Rantala | Domare: Tuula Laaksonen och Aleksi Rantala |

| 8 februari 2009 12:00 | Tjeckien | 3 – 6 ( 2 − 2, 1 − 2, 0 − 2 ) | Ryssland | Globen |

|  |                                                  |  | | Åskådare: 1 711                             |                                             |
|  | O.Nemec (10.21) J.Marek (11.03) R.Vrbata (32.29) |  | (2.29) M. Rybin (6.41) P. Schastlivy (23.51) O. Saprykin (39.51) A. Perezhogin (44.55) O. Saprykin (52.59) A. Mikhnov | Domare: Thomas Andersson & Christer Lärking | Domare: Thomas Andersson & Christer Lärking |

| 8 februari 2009 15:30 | Sverige | 4 – 0 ( 0 − 0, 1 − 0, 3 − 0 ) | Finland | Globen |

|  |                                                                           |  |  | Åskådare: 12 283                 |                                  |
|  | M.Johansson (31.27) T.Mårtensson (41.02) L.Omark (58.04) D.Widing (58.51) |  |  | Domare: M. Homola och A. Jerabek | Domare: M. Homola och A. Jerabek |

## Poängligan
Not: SM = Spelade matcher, M = Mål, A = Assist, Pts = Poäng
| Spelare           | Land     | SM | M | A | Pts |
| ----------------- | -------- | -- | - | - | --- |
| Maxim Rybin       | Ryssland | 3  | 3 | 1 | 4   |
| Niko Kapanen      | Finland  | 3  | 3 | 1 | 4   |
| Petr Schastlivy   | Ryssland | 3  | 2 | 2 | 4   |
| Linus Omark       | Sverige  | 3  | 2 | 2 | 4   |
| Tony Mårtensson   | Sverige  | 3  | 1 | 3 | 4   |
| Mattias Weinhandl | Sverige  | 3  | 1 | 3 | 4   |
| Oleg Saprykin     | Ryssland | 3  | 3 | 0 | 3   |
| Radim Vrbata      | Tjeckien | 3  | 2 | 1 | 3   |
| Alexey Mikhnov    | Ryssland | 3  | 2 | 1 | 3   |
| Jan Marek         | Tjeckien | 3  | 2 | 1 | 3   |
| Petr Cajanek      | Tjeckien | 3  | 2 | 1 | 3   |

## Utmärkelser

### Bästa spelare
Turneringens arrangörer röstade fram följande spelare:
- Bäste målvakt:  Johan Holmqvist
- Bäste försvarsspelare:  Kenny Jönsson
- Bäste anfallsspelare:  Niko Kapanen

### Medias all star-lag
- Johan Holmqvist, målvakt
- Janne Niinimaa, försvarsspelare
- Kenny Jönsson, försvarsspelare
- Niko Kapanen, anfallsspelare
- Maxim Rybin, anfallsspelare
- Mattias Weinhandl, anfallsspelare

### Fotnoter
1. ↑  ”"Bengan" en vinnare igen”. Sportbladet. 8 februari 2009. http://www.aftonbladet.se/sportbladet/hockey/article11644389.ab. Läst 20 januari 2016.